# ديري (نيوهامشير)
ديري (بالإنجليزية: Derry, New Hampshire)‏ هي بلدة أمريكية تقع في الولايات المتحدة في Rockingham County. يقدر عدد سكانها بـ 33,109 نسمة ومساحتها 94.5 كم2 وترتفع عن سطح البحر 86 متر.

## معرض صور

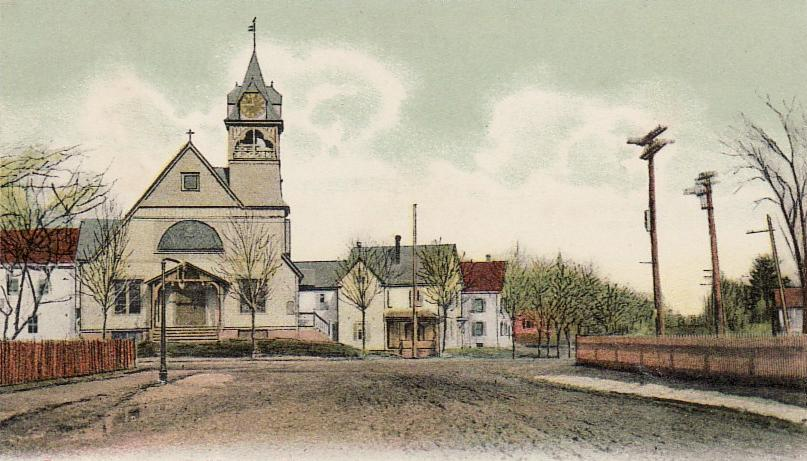
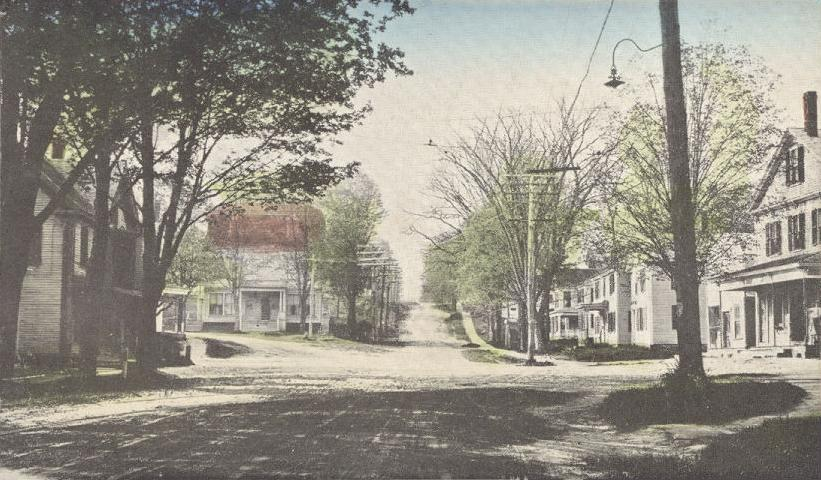
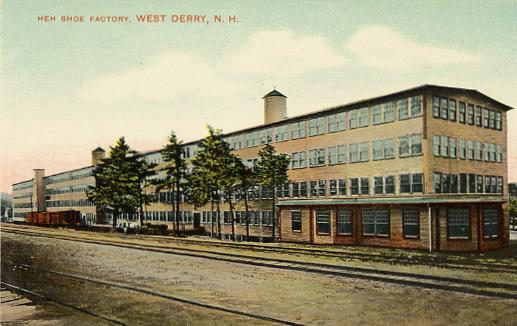
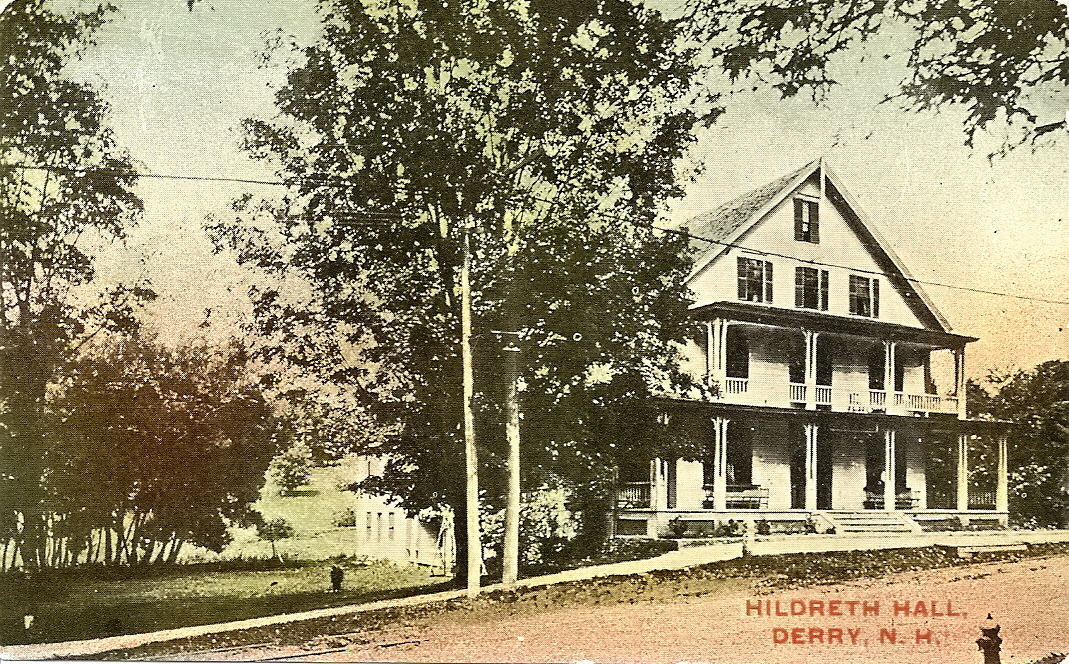

## أعلام
- بادي ستيوارت
- باول تومسون
- هارون فليتشير ستيفنز
- ألان شيبارد
- فرد تايلر